# 島野武
島野 武（しまの たけし、1905年（明治38年）9月20日 - 1984年（昭和59年）11月6日）は、日本の政治家、弁護士。元・仙台市長。

## 生い立ち
島野翠・はる夫妻の子として福岡県福岡市荒戸町に生まれる。島野家は伊達政宗以来の仙台藩士の家柄で、家格は納戸奉行などを務める大番士であった。父翠は同じく大番士の小野家から島野家に養子に入った人物で、陸軍に入り陸軍大佐まで進み、退役後には仙台藩士会会長、仙台市会議員を務めていた。
1908年（明治41年）、父の退役に伴い仙台市に移る。1912年（明治45年）、宮城県立師範学校附属小学校（現在の宮城教育大学附属小学校）に入学し、1年から6年まで級長を務めた。1918年（大正7年）、旧制宮城県立第一中学校に一番で入学し、その後には父の薦めで陸軍幼年学校を受験したが、視力が足りずに身体検査で不合格となった。1921年（大正10年）には、家族とともに静岡県沼津市に移ったが、1922年（大正11年）、（旧制）第二高等学校に1番で入学し、仙台に戻った。二高在学中には、土井晩翠に英語を習った。
1926年（大正15年）、東京帝国大学経済学部に入学。高校時代に左翼思想の影響を受けていたため、東大新人会に入会し、経済学部の講義には一度も出席しなかった。1927年（昭和2年）、新人会幹事長と全国学生社会科学連合会（学連）委員長に就任した。1928年（昭和3年）、島野の兄である門屋博が三・一五事件で逮捕され、同4月15日には新人会の関係者も多数検挙、島野も逮捕され、翌日釈放された。

## 弁護士
大学外の労働運動に参加するようになった島野は、関東金属労組大崎支部の書記に選出された。1927年（昭和2年）7月には共産主義青年同盟にも参加したが、1929年（昭和4年）、治安維持法違反で逮捕され、起訴されたものの、共産党に入党していなかったことから保釈された。東京帝国大学は中退となり、共産党員で獄中にあった実兄の門屋博の勧めで弁護士を目指すことになった。
1930年（昭和5年）、高等文官試験司法科に合格し、1931年（昭和6年）、弁護士を開業する。弁護士としては、自らも経験した治安維持法による検挙者の弁護に当たった。戦争の激化に伴い、弁護士の仕事が無くなったため、南京国民政府顧問となっていた兄・門屋博がいた上海に渡ったところで終戦を迎えた。1946年（昭和21年）、博は戦犯として中国で逮捕され、島野がその弁護に当たったが、同年11月の国外退去命令を受けて日本に帰国した。
帰国後は、東京で弁護士活動を行い、1950年（昭和25年）には、東京弁護士会副会長に就任した。その他、日弁連人権擁護委員や、東京家庭裁判所調停委員、東京都地方労働委員会委員などを務めた。

## 仙台市長
島野は1955年（昭和30年）、左右社会党(同年に日本社会党に合党)などの推薦を受けて仙台市長選挙に立候補した。当時の仙台市長・岡崎栄松は、優れた都市政策を行っていた一方、三選を経てワンマン化しており、市復興部汚職事件、秋保電鉄買収問題、岡崎市長日米太平洋市長会議の旅費問題などの諸問題が発生していた。島野は仙台市政の刷新を訴えて選挙戦を戦ったが、結果は落選であった。しかし、開票事務に不正があったとの訴訟が起こり、1957年（昭和32年）、最高裁判所によって当該選挙の無効とやり直しが決定された。それを受けた1958年（昭和33年）のやり直しの仙台市長選挙で、日本社会党などの推薦を受けて再び立候補した島野は、7万5650票を獲得して当選、仙台市長に就任した。以後、7回連続の当選の間に全国市長会長、全国革新市長会副会長も務めた。
島野は旧仙台藩士の子孫でもあり、「微笑みの市長」と呼ばれて市民の支持を得、革新市政を展開した。当選直後には、それまでの閉鎖的な市政の体質を改善するために、市役所を市民へ開放した。島野は「ツバメと市民は、いつでも市長室へどうぞ」と語り、市政だよりの仙台市全世帯への配布や、市長を囲む懇談会などを開始した。
島野による「健康都市宣言」は下水道整備を完成させ、梅田川に見られる市民参加の浄化活動を進展させた。また、仙台市八木山動物公園や交通公園、プラネタリウムや仙台市科学館などを建設した。1960年には仙台競馬場廃止を巡り市財界と激しく争った。交通政策では、1976年（昭和51年）に仙台市電を廃止し、仙台市地下鉄南北線の導入に尽力した。一方、1967年（昭和42年）に計画した仙塩地区の合併は失敗に終わった。また、在任後期の頃には郊外の開発が進み、交通状態が著しく悪化する中、特に泉市、宮城町方向への道路建設には後手に回った感があり、仙台市・旧泉市間のバイパス道路、仙台西道路等の建設に関しては建設に懐疑的な見方を示していたが、仙台西道路は在任末期の1983年に開通した。
市長在任7期目途中の1984年（昭和59年）11月6日、公用車での帰宅中に体の不調を訴えて仙台市立病院に緊急入院したが、同日夜に大動脈弁狭窄症のため死去。79歳没。
島野の墓所は、仙台市若林区荒町の昌傳庵にあり、法名は「憲政院殿仁鳳哲禪大居士」である。仙台市博物館近くの公園には、島野の胸像がたてられている。

## 関連書籍
- 『ほほえみの市長 人間島野武の記録』　前仙台市長島野武顕彰会記念誌編集委員会、宝文堂